# あっちこっち たまごっちタウン
『あっちこっち たまごっちタウン』シリーズは、かがり淳子による日本の漫画作品シリーズ。バンダイのキーチェーンゲームやコンピュータゲーム『たまごっち（2期以降）』を漫画化した作品。

## 概要
『ちゃお』（小学館）にて2005年4月号から2009年3月号まで連載された。さらに『ちゃお』の増刊枠である『ちゃおデラックス』（こちらも小学館）にも掲載された。なお、2006年12月号までは『あっちこっち たまごっちタウン』というタイトルで、2007年1月号からは『あっちこっち たまごっちタウン はいぱー』というタイトルで、それぞれ発表されている。
2010年3月号で『あっちこっち たまごっち！カーニバル』となって復活した。
ストーリーは小学生向けにギャグが主体となっており、たまごっち独特のほのぼのとした場面はほとんどない。単行本には長編だけでなく、オールカラーによる書き下ろしが掲載されており、それぞれはたまごっちに関する新情報や、巻頭袋とじ付録、じゅんこっち出演の書き下ろし漫画、4コマ、ミステリー漫画の『めめっち探偵の事件簿』、漫画内によるナビゲーション雑誌の『月間たまごっちNAVI』なども含まれていた。表紙の裏にストーリーが隠されていることもあった。
ストーリー内容は主に『たまごっちスクール』を舞台にしているため、たまごっち達の学校生活を中心にして物語られている。『ふぁみりー』も含まれているが、数が少なく、そちらのストーリーは主にめめっちが主人公として担当していることが多い（女児向け作品である為）。

## 舞台

### たまごっちスクール
ストーリーの中心的な舞台で、たまごっち達が通う学校。建物は鶏になっているが、動いたりしゃべったりすることはめったにない。勉強するより遊ぶことを優先する生徒達が原因で、『はいぱー』では大改革により改装された。それ以降からクラス替えが行われ、制服も規定されたが、物語中で着用されることはほとんどない。大改革が行われても生徒達のドタバタ遊びは相変わらずのままで、それなりの成長や成果は見当たらない。教室はもちろん、キャンバス先生やフラワー先生が担当する音楽図工室、包帯子先生が担当する保健室、フラスコ先生が担当する化学室、『こそこそ話』専用の部屋が設置されているトイレ、体育館などがある。ミミズ校長のいる校長室は、建物のとさかの中にある。

### まめシティ
まめっちが住む、まめ族の街。典型のない直線だけの街で、ほとんどの住民達は勉強と研究に励んでいる。住民達は勉強好きであるため、学校が多い。建物を作るまめブロックの産地で、名物は逃げるバス停っちとそれを追うまめバスである。ストーリーの中で訪れることはめったにないが、まめっちが開発した度肝を抜く薬のせいで、悪霊の大量発生により街がゴーストタウン化したことがある。

### ぐるぐるタウン
めめっちが住む、めめ族の街。まめシティとは違って全体的に典型で、あらゆるものが渦巻状になっている。女の子たちに人気の名所であり、可愛いものがたくさん設置されている。ぐるぐるパークという遊園地もあるが、どれも回転する乗り物ばかりで、まめっちが目を回したことがある。名物はぐるぐる本舗で売られているロールケーキで、幻と呼ばれている限定品も存在する。めめっちが主人公である時は必ずこの街から始まる。

### ぱっちの森
くちぱっちが住む、ぱっち族の森。癒しの温泉郷でもあり、様々な温泉が設置されている。森の奥は住民でさえも迷ってしまう程入り組んでいるが、迷わないようにあらかじめ順路が用意されている。多くのたまごっち達が遊びに訪れる。

### まっかっかタウン
『赤いシリーズ』の舞台となった街。『情熱の赤ワインの噴水』が出現して以来、街中にワインがあふれ、タウン全体が赤く染まった。赤を象徴するものや情熱的な住民達、または情熱的になったたまごっち達が住み着いていて、まめっち達が夏の暑さによって、偶然この街に迷い込んでしまった。本編には登場せず、『無印』の単行本第2巻に掲載されているオールカラーのスペシャル4コマ漫画のみに登場する。

### 城
『夢のロイヤルふぁみりーたまごっちプラス』で舞台となった、ごっち大王が治めているたまごっち星の城。通常は一般人、及び部外者は立ち入り禁止になっており、招待状を受けた者だけが入ることができる。ただし、ダジャレは禁じられているため、ダジャレを言った者は容赦なく大砲で処刑される。初登場は無印で、授業参観の時にくちぱっちが活躍したことでたまごっちスクールの生徒がぶどう会(招待の手紙を見ためめっち達は「ど」の点に気づかず、舞踏会と勘違いしていた)に招待されたのだが、その当時はぱぱぱっちが彼になりすましていたので、誤解によって馬車から放り投げられてしまい、城近辺の森をさまよう羽目になる。二度目は『はいぱー』でめめっちの夢の中に登場した。

### ウラたまタウン
『ウラじんせーエンジョイ!たまごっちプラス』で舞台となった、たまごっち星の口の中にある裏の世界。くちぱっちが落としたおにぎりを拾おうとして、まめっちとめめっちを巻き沿えにして誤ってよだれの滝に落ちてしまい、そこで一万年に一度発生するというよだれの滝の大逆流が発生し、その結果この街に流れついた。元々はたまごっち星内部なので辺りは暗いが、「太陽ライト」という道具によって街を照らしている。表の世界にいるたまごっち達と正反対の性格を持ったたまごっち達が住んでいる。

### ござる村
ござるっちが住んでいる、忍者の村。江戸時代風の建物に囲まれていて、忍者グッズが売られている。忍者屋敷が多いため、外敵からの侵入を防ぐ罠が多く用意されている。風邪を引いて休んだござるっちを見舞うためにまめっち達が訪れた。

### セレブビーチ
南国のリゾート島。周辺は迷いやすいジャングルになっている。まめっち達が福引で1等賞を当てたためここを訪れるはずだったのだが、気球の不時着により付近にあるジャングル内をさまようはめになった。

## 登場人物

### 主人公
まめっち
仲良し三人組の一人で、たまごっちスクール永遠の優等生。
高いIQの持ち主で、様々な豆知識や常識を常に披露している。ただし、ネガティブな意味を持つものでも普通に解説するほど天然な一面も持つ。
優しい紳士的な性格ではあるのだが、真面目すぎるがゆえに恋愛には興味を持っておらず、アプローチしようとするまきことりんごっちをそのままスルーするなど、空気が読めない一面を持つ。
ボケ役であるめめっちとくちぱっちに対して彼はツッコミ役で、毎回彼らが引き起こすトラブルに巻き込まれることが多い苦労人。
勉強とドリルが好きで、まめまめ研究所から持ち出した実験の失敗作を改良することもあるが、これが原因で街をゴーストタウンに変えるほどのトラブルを起こしたことがある。
天才ではあるが、料理などの家事は普段機械に任せていることもあって苦手であり、決して完璧ではない。ポエムも苦手である。
めめっち
仲良し三人組の一人で、元気で明るい少女。
大きい円らな瞳と一本の渦巻状の髪の毛がチャームポイントで、楽しいこととオシャレが好きだが、無鉄砲かつお調子者で、周囲に誤解を巻き起こすほど勘違いの多いトラブルメーカーでもある。
くちぱっちと共にボケ役で、よく勘違いをしたりトラブルを起こす。そのため、彼女が主人公として登場する話が多い（女児向け作品である事も含まれる）。
テストは常に赤点ばかりで、よくめめままっちに怒られたり、勉強せずに遊んだりなど、不真面目な性格である。
乙女心の持ち主でもあるが、恋愛には興味を持っておらず、オシャレに専念している。まきことはライバル同士で、髪の巻き具合やオシャレなどで競い合っているが、時にはお互い力を合わせるほど仲の良い親友同士でもある。
ぐるぐるダンススクールにも通っているため、踊りが得意。
くちぱっち
仲良し三人組の一人で、マイペースな癒し系。
ズレの激しいのんびり屋であるため、めめっち同様のボケ役として登場している。
物事を理解していないことが多いため、それをギャグで返すことが多い。特に物忘れも激しく、細かいことには決して気にしようとしない。
基本的には食べたい時は食べ、寝たい時は寝るという、ほとんど悩みのない分かりやすい性格。
体は弾力性に富んでおり、ぶつかった相手を遠くへ飛ばしたり、竹槍から跳ね上がったりするほど強力。
くちばしのような口がチャームポイントだが、本人は自分のお尻にこだわりを持っている。そのため屁をすることが多く、空をも飛べるくらい強力で、背後にいる相手に扇いで臭いを広げたりすることがある。他にも人と握手する時は、必ずと言っていいほどお尻を出してしまう。
尻文字が得意で、輝くほど美しく仕上げられるが、これが原因で学校の大改革が行われたこともある。
口癖は『〜だっち』。

### まめっちファミリー
ぱぱまめっち
まめシティのまめまめ研究所に勤めている科学者で、まめっちの父親。
ほとんど表情が変わらない上、仕事で忙しいためかめったに登場しない。
まままめっち
紅白ドリル合戦の優勝者でもある、まめっちの母親。
ちゃまめっち
『えいがでとーじょー! たまごっち ドキドキ! うちゅーのまいごっち!?』に初登場してから登場するようになったまめっちの妹。
兄思いであり、優しくてしっかり者。ただしまめっちのいない間は彼の部屋にいて、勝手に作り掛けの作品をいじったりするらしい。
まだ幼いため、吹き出しの文字はひらがなになっている。
本編では『はいぱー』の第3巻『これぞセレブなサバイバル!?の巻き』に初登場したが、実際の初登場は同じく『はいぱー』の第2巻に掲載されているカラー4コマからである。
ばぐばぐっち
まめっちの愛犬であるバッグ犬。
元々野良バッグ犬であり、難問ショップの店長が世話をしていたが、バッグ犬センターに回収される危機の際に救出し、後のまめっちの愛犬となる。
高いIQの持ち主でもあるため、まめっちとはお互いドリルを楽しむほどの友達となる。
最初は人懐こくなく、毛深い眉毛で目を隠していたが、後におとなしくなり、毛を刈り取った。『ばぐばぐ』と鳴く。

### めめっちファミリー
めめままっち
めめっちの母親。専業主婦であり、性格は厳しい。
その厳しい性格はいつも世話を焼けているトラブルメーカーである娘のめめっちに原因がある。
めめぱぱっち
ぐるぐるミュージアムに勤めているめめっちの父親。
おとなしい性格だが、ストーリー内ではめったに登場しないほど影が薄い。
いもっち
めめっちの妹。
不真面目な姉とは違ってしっかりしていて、真面目な性格とリボンでめめっちに往復ビンタを食らわす強力な攻撃を持っている。
だが自分が小さいからと言って、いつも小さいものしか受け取れず、自分が姉で大きいからといいわけをするめめっちに対して不満を抱えている。
そのため、けんかするほど仲が悪いが、仲良くなる時も少々ある。
ちっちー
めめっちの愛犬。『くるんくるん』と鳴く。

### くちぱっちファミリー
ぱぱぱっち
くちぱっちの父親。
姿形や声がくちぱっちと瓜二つになっているため、見分けが付けるようにかつらをかぶっている。
一度はくちぱっちになりすまし、授業参観の時に活躍したことがある。そのため、難しいことわざが得意。
普段は家でのんびりと生活している。
ままぱっち
くちぱっちの母親。
専業主婦であり、多少真面目な性格を持っている。
ちびぱっち
くちぱっちの双子の弟達。
まだ赤ん坊であるため、『たー』と『ちー』以外言葉は話せない。
温泉モグラっち
くちぱっちのペット。
温泉マークの頭と担いだシャベルがトレードマークで、温泉を掘るのが得意。
言葉が話せる。

### たまごっちスクールの生徒達
ふらわっち
めめっちの親友で、優しい性格を持ったクラスのアイドル的な存在。成績優秀な上に、運動もある程度得意。
花が好きで、色んな花言葉を知っている。ポエムも得意。
朝一番に学校へやって来ては、黒板や机をきれいにしたり、花に水遣りをするなど、しっかり者である。
ひのたまっち
クラスの熱血漢。一度燃え上がっては所持していたものまでも燃やしてしまうほどの困り者である。
とげっちとは別クラスによるライバル同士だったが、ドッジボール対戦中にお互いトイレに行きたくなったことから親友同士になる。
とげっち同様、ドッジボールの番長で、ロックが好き。
ひなっち
自分は飛べると思っていて、モヒカンは自慢のトレードマーク。
ストーリー内では脇役として登場することが多く、出番は少ない。そのためか『はいぱー』ではクラス替えによりいなくなった。
ござるっち
クラスの唯一の忍者。忍者にあこがれていて、毎日手裏剣の修行をしている。
垣根の上を高速移動する、枝から枝へと飛び移るなど、運動神経は抜群。机の中には忍者道具が多く用意されていて、手裏剣や忍術が得意が、人と対面する時はよく隠れたりすることが多い。
罠がたくさんある忍者屋敷に住んでいて、電話の代わりに伝書鳩を使っている。特に手紙は機密的なものならばあぶり出しにすることがある。
方向音痴で、口癖は『〜でござる』。
まきこ
めめっちの永遠のライバルで、派手に渦巻いた二本のタテロールがチャームポイント。
プライドが高く、オシャレなどでめめっちと対立することが多いツッコミ役だが、時にはお互い助け合う親友同士にもなる。
まめっちのことが大好きだが、その恋心はまめっちには届いておらず、日々奮闘中。
占いとおまじないが趣味で、りんごっちとは恋のライバル同士である。
本名は『マドレーヌ・キリエ・ドッチーヌ』で、『まきこ』と言うあだ名を呼ばれるのを否定していたが、日々定着したのか、本人はなじんでしまったようだ。
当初連載開始から吹き出しバブルは渦巻状になっていたが、後に普通に変更された。
後作中には見当たらないが、ふらわっちのことを嫉妬しているらしい。
『はいぱー』では、くろまめっちに一目惚れ。
やんぐおやじっち
ふらわっちの熱烈のファンであり、日々アプローチしている。
たらこっちとはなっちは親友同士で、ライバル同士でもある。
おやじ族なので、親父ギャグを言うのが好きで、スルメと柿の種が大好物だが、薄い毛が悩みの種。
はなっち
ふらわっちの熱烈のファンである、鼻毛がトレードマークな生徒。
たらこっちとやんぐおやじっちとは親友同士で、ライバル同士でもある。
だが実際は出番が少なく、『はいぱー』ではクラス替えにより姿を見せなくなった。
めめっちは彼の通学方法にあこがれている。
いちごっち
めめっちとふらわっちの親友。
ちょっとおしゃまな子で、頭の粒々を数えるのを嫌がっている。
ダンスが好き。
たらこっち
ふらわっちの熱烈のファンである、日々アプローチしている。明るい正直者だが勉強が苦手で運動もぱっとしない。
やんぐおやじっちとはなっちとは親友同士で、ライバル同士でもある。
大きなタラコ唇がチャームポイントで、めめっちの目薬をかけたことで輝くほど潤い、魅力的になることも。ただし、味は最悪にまずい。
当初は一人称は『オレ』だったが、後に『おいら』に変更し、『〜ったら』と言う口癖がついた。
でばっち
お笑い芸人を目指している、出っ歯がトレードマークな生徒。
関西弁で話し、常に駄洒落を言うが、本人は面白いと思い、逆に周囲は寒いと思われている。
たらこっちとはツッコミ同士だが、そのツッコミを岩を破壊するほど強力。
出っ歯は鉛筆削り、鏡、体育ボード、シャベル、定規、スケートとして使えるほど器用かつ丈夫だが、歯が折れてパニックになったことがある。（しかし乳歯だと後に分かった）
出っ歯は丁寧に、まぶしいくらいにきれいにしている。
やんぐまめっち
まめっちにあこがれている小さなまめ族。
将来はまめっちの助手になることを夢にして、彼のために一生懸命に努力している。しかし、ドジな一面も。
敬語で話すが、口癖は『〜なのです』。
りんごっち
まめっちのことが大好きで、まきこの恋のライバル。
おませさんだが、竹を割ったような性格を持っている。
占いとおまじないのマニアであるため、それに関する本やグッズを常に集めている。
『はいぱー』では、くろまめっちに一目惚れ。
どろっち
幽霊の姿をした生徒。
常に宙に浮いているため、地面につくことはめったにない。
しましまっちとは怪談話の友達だが、彼が提供する怪談は全てギャグ満載なため、全然恐くないと不評である。
『ホラーの穴』（洞穴）に住み着いていて、そこでおばけ修行の成果を試している。
かつてはまめっち達のクラスにいたのだが、『はいぱー』ではクラス替えによってあまり見当たらなくなった。
みみっち
まめっちと並べる天才であり、気が合うほどのドリル友達である。さっぱりした性格。
まきことりんごっちは彼女に嫉妬していて、対抗心を燃やしているが、本人はそのことには気にしていない様子。
口癖は『〜ぴょん』。
とげっち
刺だらけなボディーが特徴の生徒。
まめっち達のクラスをライバル視していて、ドッジボールの番長とも呼ばれていた。
そのため当時はひのたまっちとはライバル同士だったが、試合中お互いトイレに行きたくなったと言うきっかけで親友同士になった。
ロック、及びパンクが好きで、好きな言葉は『ラブ＆ピース』。いわゆる平和主義者。
『はいぱー』ではクラス替えによりまめっち達のクラスに居つくようになった。
しましまっち
とげっちの親友。
体の縞々模様が特徴で、しましま模様が大好きな性格。だが逆に水玉模様が大嫌いで、しましまなグッズを集めるのが趣味。
サバイバル知識の持ち主でもあるため、避難訓練の時は常に真剣であり、教室には必ずといっていいほど避難用の食料、水、道具などを所持している。（だが重過ぎて動けないことも）
怪談マニアでもあるのだが、ネタはほとんどどろっちから受け継いでいるので、恐くないと不評を買ったことも。
敬語で話すが、口癖は『〜しまします』。
『はいぱー』ではクラス替えによりまめっち達のクラスに居つくようになった。
まろっち
歴史が大好きで、日本の京都にあこがれている、雛人形の頭のような姿をした生徒。
古風的で奥床しい性格の持ち主で、口紅が特徴的。
『〜まろ』が口癖。
『はいぱー』ではクラス替えによりまめっち達のクラスに居つくようになった。
やったっち
クラス内のムードメーカーである生徒。
いつも『やったー』と言いながらはしゃいでいるが、何か失敗した時はお気楽な表情で『やっちゃった』と言うことも。
そのため、両手は常にあげている。
お調子者だが、元気のない子は放っておけない優しい性格の持ち主でもある。
とげっちのクラスに通っていたが、『はいぱー』ではクラス替えによりまめっちのクラスに居つけるようになった。（ただし、見当たり難い）
のんびりっち
常にのんびりとした性格を持つ生徒。
今でも眠たそうな目つきをしていて、とろい口調で話す。
天然パーマには鳥が住み着いていて、彼の代わりにご飯を食べているらしい。
かつてはとげっちのクラスに通っていたが、『はいぱー』ではクラス替えにより見当たらなくなった。
ぽにっち
金髪なポニーテールと赤いブーツが特徴的な生徒。
姉御肌でみんなに頼りにされているが、本人は『姉御』と呼んでほしくないらしい。
困った人は放っておけない優しい性格だが、曲がったことが大嫌いと言う短気な一面があるのが玉に瑕。
一人称は『あたい』で、『はいぱー』ではクラス替えによりまめっち達のクラスに居つくようになった。
ずきゅっち
大きな瞳が特徴的な生徒。
とっても好奇心旺盛で、心をときめきしやすいタイプ。
『はいぱー』ではクラス替えによりまめっち達のクラスに居つくようになった。そのため、出番も増えるようになった。
めいどっち
メイド風な外見を持つ生徒。
お掃除大好きで、敬語で話す心優しい性格の持ち主。
だが『無印』の単行本3巻に掲載されているカラー4コマでは、名前をまいどっちに間違われたことがある。
『はいぱー』ではクラス替えによりまめっち達のクラスに居つくようになった。
とさかっち
頭が鶏冠で出来ている生徒。
多少無口だが、実際上出番は少なめで、よく背景で見当たることが多い。
『はいぱー』ではクラス替えによりまめっち達のクラスに居つくようになった。
くろまめっち
『はいぱー』に初登場した新入生で、別の学校から来た転校生である。
まめっちが黒くなったことからくろまめっちと呼んでいるが、実際は本名がある様子。だが公開することは決してない。
冷静沈着な性格で、たまごっちスクールにはなじめないと本人は思っていたが、もう既になじんだ様子。
だが遅刻やサボりが多く、登場することは少ない。
耳にピアスを付けていることからビジュアル系であり、生徒達の中でも唯一制服を着ている。
まめっちに対してはライバル意識すら持っておらず、逆にまきことりんごっちに注目されている。
ちゃおっち
『はいぱー』に初登場した新入生で、売れっ子の少女漫画家。
だが仕事による〆切などで忙しいため、欠席することが多く、一年以上は顔を出していない様子。
そのためか、ごりっぱ先生はそんな彼女に困っている様子で、他の生徒達は彼女がいたことすら忘れていると思われる。
ネタがない時は、トイレに隠れて女子の会話を盗み聞きしながらネタを探している。
漫画家のスタイルであるベレー帽とスモックを着用し、仕事中にもオシャレをするタイプだが、体にインクやトーンが残っていることに気づかないことも。
音楽が苦手で、寝る時のいびきはすごいと言う。好きな漫画は恋愛系。

### たまごっちスクールの教師
ミミズ校長
たまごっちスクールの校長先生。
ミミズだけに体と声がとても小さく、よくみんなに踏まれてしまうほど。
気が優しく、明るい性格の持ち主。
辞典亀先生
甲羅が大辞典になっている老亀の先生。年齢は10000歳らしい。
生徒思いで物知りな性格だが、動きが鈍く、ミミズ校長とは仲がいい。
知らない単語は甲羅の大辞典を使う主義なのだが、現代では電子辞典があるため、自分の時代が古すぎると言われると傷つき、甲羅の中に引っ込んでしまうことも。
『無印』ではまめっち達の担任教師だったが、『はいぱー』ではその任が解かれ、現在別のクラスの担任をしている様子。
電卓先生
算数担当の教師。
体は計算機になっているが、そろばんを使う生徒達に対してずるいと呼ばれることも。
毅然とした大人の態度の持ち主だが、逆に子供っぽい一面も出すことも。
数学を大事に至っているのだが、それを必要にならない生徒達に対して困難するほどの哀れ役。
黒板ティーチャー
体が黒板で出来ている国語担当の教師。
黒板に漢字を書くことで感情を表し、『激怒』と書くとその文字通り激怒する。
そのため、多くの生徒達から恐れられている。
キャンバス先生
頭がキャンバスになっている美術担当の教師。
イタリア語を混ざった言葉で話し、美術を教える優しい性格の持ち主。
しかし忘れものには容赦はなく、それに対応するためにグラフを作り、100を達成した場合は罰として1年間遠足中におやつ禁止になると言う。
キャンバスに自分で顔を書いて感情を表すが、逆に落書きされてしまう場合も。
『無印』ではとげっち達の担任教師だったが、『はいぱー』ではその任が解かれ、現在別のクラスの担任をしている様子。
フラスコ先生
頭がフラスコで出来た理科担当の教師。
科学に詳しいが、実験中に失敗することが多い。
包帯子先生
体中包帯に巻かれた保健の先生。
性格は優しく、怪我人を放っておけないタイプ。
口癖は『〜ほーたい』。
フラワー先生
大きな植物の体に頭が花で出来ている音楽担当の教師。
大きいだけでなく地面に張り付いているため、授業中は外にいることが多い。
ごりっぱ先生
『はいぱー』で初登場し、新しく転入して来たまめっち達の担任教師。
時には優しく、時には厳しいと言う教師らしい性格を持っている。
よく出来た生徒には頭の葉っぱを取り、黄色いマジックペンでゴリと書いた『ごりっぱマーク』を作ってくれる。
恋愛には興味あり、いつかバナナボートに乗った王子様を来る日を待っている。
そのためぐまっちに一目惚れするが、バナナの皮を踏んで頭を打った原因で、その当時の記憶を失う。
口癖は『〜うほっ』。

### まっかっかタウンの住人達
赤いまめっち
まめっちと瓜二つの姿をした住人。
人情に厚くて天才だが、キザな一面があってナンパ癖を持っている。
健康のために毎日ワインを飲んでいるらしい。
赤いめめっち
めめっちと瓜二つの姿をした住人。
めめっちより目を輝かせていて、とにかく陽気。
料理の研究をしているらしい。
赤いくちぱっち
くちぱっちと瓜二つの姿をした住人。
のんびり屋に見えるが、かなりの自信家で、こちらも陽気。だがボケ役であることだけは変わらない。
心に大きな夢を持っているらしい。
りぼっち
まめっち達が最初に出会った住人。
頭についているリボンがチャームポイントで、ピンクが大好きなオシャレさん。
てんぐっち
天狗の頭をした住人。
鼻を伸ばすことが出来るが、まめっち達はそれをリンボーダンスにして遊ぼうとした。

### ウラたまタウンの住人達
ウラまめっち
まめっちと瓜二つの姿をした住人だが、こちらは尻尾が生えている。
最初はまめっちが死んだからこうなったとくちぱっちとめめっちは思っていた。
ひょうきん者で、人に面白いことを言って笑わせるのが好き。そのため一人漫才をするほどのボケ役である。だが時々スベる。
よだれ川の逆流が起きた時は必ずと言ってサーフィンでビッグウェーブに乗る。
最終的には表の世界に辿り着くが、どうやって戻れたかは不明。
ウラめめっち
めめっちと瓜二つの姿をした住人だが、こちらはピンクの羽が生えていて、渦巻いた髪の先に真珠が飾られている。
お嬢様のようなおしとやかな口調で話すが、時々きついことも言うらしい。
羽で空を飛ぶことが出来る。
ウラくちぱっち
くちぱっちと瓜二つの姿をした住人だが、こちらは角が生えている。
熱血漢で運動好きな健康派。そのため兄貴分で、周囲から厚く慕われている。
常に元気で、何をやっても一生懸命だが、逆にやり過ぎにより失敗することが多いらしい。
ウラやんぐまめっち
やんぐまめっちと瓜二つの姿をした住人だが、こちらは尻尾が生えていて、歯を見せている。
自分はウラまめっちより可愛いと思いながら対抗心を燃やしているライバルだが、実はウラまめっちにあこがれている。
ハリセンを所持しているため、ウラまめっちのツッコミ役。
ウラふらわっち
ふらわっちと瓜二つの姿をした住人だが、こちらは蝶々の姿をしている。
甘い香りを持ち、羽から金色の粉をばらまいて男を誘惑する小悪魔である。
色んな蜂蜜を集めているらしい。
ウラとげっち
とげっちと瓜二つの姿をした住人だが、こちらは赤い羽が生えている。
ロック歌手で、みんなを幸せに叫ぼうとする。
羽で空をも飛べる。
むきむきっち
毎日筋トレをしているマッチョな住人。発達した筋肉が自慢のトレードマーク。
強そうに見えるが、顔に似合わず声が高いらしい。
実は表の世界では『むきむきっちブートキャンプ』と言うハードな短期集中ダイエット番組や本がある。
やさぐれっち
ロックとバイクが好きな不良住人。
群れることが嫌いで、すぐすねるタイプ。
サングラス集めが趣味で、実は髪をセットするのに1時間はかかるらしい。
とうぎゅっち
赤い色が大好きな牛の姿をした住人。
女性からデートに誘われることがあるが、成功したことは一度もないらしい。実はウラめめっち狙い。
ビッグボスごっち
ウラたまタウンの一番偉いたまごっち。
色黒で金髪で、帽子好きだが、実はかつらである。
見た目は恐そうだが、実はウラたま界一頼りになる男。でも一人称は『ミー』で、オカマ口調。
サウナが好きで、ウラたまスパでよく燻製サウナを使って通っている。そのため肌はスモークで、電気は使わない。
最初は住人達はそのために街の電気を独り占めにしようと疑われたが、実は以前に誤って電気のコンセントにつまずき、抜いてしまったからだと自白する。
暗闇の中では完全に見えないくらい肌が黒く、かつらのない頭は太陽のようにまぶしいくらいに輝く。
そのために捕まっためめっち、くちぱっち、そしてウラまめっちだけが彼の秘密を知っている。
名前が長すぎるので『BBG』と略している。
ごっつぁんにぎりっち
ウラたまタウンの電気が戻ったと言う祝いに登場した、2006年ちゃお8月号で発表した『たまごっちキャラアイデア大募集』でグランプリになったオリジナルたまごっち。
おにぎりの姿をしているが、力士であるため、『ごっつぁんです』や『〜でごわす』が口癖。
人々におにぎりを食べさせるのが役目。

### ロイヤルファミリー
ごっち大王
城とたまごっちタウンを収めている、たまごっちの中でも唯一卵のまま成長したと言う大王。
金色に輝いているが、ひそかに外出する際はペンキで体を塗り替えながら脱走することがある。
ダジャレは大好きなのだが、笑うとヒビが入ってしまうという弱点がある。
まめっち達から大事にされたことがあるため、彼らに強い信頼を持っている様子。
たまこ姫＆たまここ姫
ごっち大王の愛娘で、仲良し姉妹。
手作りプリンパーティーを開くつもりであ・ら・もーどっちを呼び寄せたのだが、逆に勘違いのトラブルを巻き起こしてしまった場合があった。
たまこ姫は将来素敵なファーストレディになるために色んなことをチャレンジしたがる好奇心旺盛な少女で、料理が大好き。
たまここ姫はその姉にあこがれているが、今作では一切しゃべらない。
あんとわねっち
女の子らしいたまごっちで、きれいなドレスに靴が特徴的。
出番は少ないが、馬車に乗りながら城へ向かう最中にめめっちと出会う。
えりざべすっち
美味しいクッキーと紅茶をこよなく愛するたまごっち。
出番は少ないが、馬車に乗りながら城へ向かう最中にめめっちと出会う。
てんにょっち
自由に空を飛ぶことができるたまごっち。
出番は少ないが、雲に乗りながら城へ向かう最中にめめっちと出会う。
じょおうばっち
お願い上手が得意とする魅力的なたまごっち。
出番は少ないが、空を飛びながら城へ向かう最中にめめっちと出会う。
あ・ら・もーどっち♂＆♀
プリンアラモード職人のたまごっち夫婦。
最初は食べられるために呼ばれたことを勘違いし、城内でめめっちと供に逃げ回っていたが、実はプリンの作り方を教えてもらうために呼ばれたことを後に和解する。
体は甘くて大きく、動くことで揺れている。謝る時は『あ・ら・どーもスミマセン』と言う。
ぷりんっちと言う子供がいる。
えいゆうっち
大きな野望を心に秘めたたまごっち。
自分の辞書には不可能はないと言うほどの自信家だが、可能もないと言うことでネガティブな一面も持っている。
ふぁらおっち
ツタンカーメンの仮面をかぶったエジプト風のたまごっち。
仮面が重過ぎて動けないのが悩み。
ていとくっち
髪型を極度にこだわっている紳士的なたまごっち。
だが年を取っているため、激しい運動は禁物らしい。
とのっち
ルールに厳しい説教好きな殿様たまごっち。
長い袴のせいで足をつまずいてしまうのが悩み。
たまひこ王子。
お嫁探しのためにたまごっち星から来た王子様。
常に馬に乗っているが、そのせいで逃げるめめっち達が股下スルーで潜られてしまうほどすきが大きい。
マハラジャっち
魔術師として属しているアラビア風のたまごっち。
笛を吹くことでひげを舞い上がる蛇のように動かし、伸縮させることが出来る。
この能力で逃走中のめめっち達を捕獲した。
うらないっち
たまごっちタウンの占い師。
実は貸衣装を経営していて、3時までのレンタルでめめっちにドレスを授けた。
『〜かも〜』が口癖。

### その他
にわとり
たまごっちスクール付近によく見かけるにわとり。
いったん登場しては必ず一言を言い出し、話を進めさせている。スクールの建物とは仲がいい様子。
どくきのっち
ぱっちの森に生息している毒キノコ。毒はないが、毒舌を言う。
ぐまっちとは非常に仲が悪く、いわば嫌われ者。
ぐまっち
ぱっちの森に住み着いている孤高の熊。
みんなの兄貴分で、誰にでも慕われているほど気が優しいが、逆に温泉に関しては厳しく、ルールを破った者はいったん引き上げて説教する。
ごりっぱ先生のあこがれの人でもあった。
売店鳥っち
ぱっちの森に生息しているダチョウのお姉さん。
温泉ドリンクを売るのが彼女の仕事。
かぶままっち
関西弁で話すメスのカブトムシ。
涙もろいで、全身が濡れてしまうくらい大粒の涙を流す。
もりかみっち
ぱっちの森の最深部に住み着いている、別名森の神様。だが全知全能の力を持っていないため、正確には神ではない様子。
色んな質問を聞かれては必ず『知らん』としか答えないが、秘湯を探せるほどの探知力を持っている。
普段はのんびりとした性格だが、温泉に関しては厳しく、ルールを破った者はいったん引き上げて説教する。
実はぐまっちの温泉ルールは彼から引き継いだものだと思われる。
くちぱっちは何度も彼と会っているが、まめっちとめめっちは幼少の頃から一度は会っている。
マダムぐるぐるっち
ぐるぐるタウンの広場でロールケーキを販売している屋台のお姉さん。
サンタクロっち
クリスマスの時だけ登場するサンタクロース。
カラー4コマのみに登場。
なまはげっち
地球の東北地方から来たと言うなまはげ。
泣く子に厳しく、泣く子を探すためにやって来たのだが、ほとんど笑っていたまめっち達に対し、逆に泣かされた。
カラー4コマのみに登場。
おトキっち＆おじっち
『たまごっちNAVI』に掲載されている『人生五十歩百歩』に登場している老人たまごっち。
おじっちはめったに登場しないが、逆におトキっちはよく登場しており、恋愛よりお見合いを優先的に推薦しようとしている。
ふりる先生
たまごっち幼稚園で先生として勤めているお姉さん。
めめぼっち
たまごっち幼稚園の園児。
生意気な性格でめめっちとは仲が悪かったが、彼がもうすぐ生まれて来る子の兄になるために努力をしていたため、それがめめっちに似たためか、後に仲良くなる。
てんさいっち2世
てんさいっちが開発した助手ロボットで、自称まめっちのライバル。
てんさいっちの偉大さをめめっちに思い知らせるためにスクールにやって来て、紙相撲勝負を挑んだが、技術の無駄遣いにより敗れる。
めめっち曰く『偉いんだか偉くないんだか』。
てんさいっち
まめシティの天才科学者。若いにもかかわらず、高いIQの持ち主。
てんさいっち2世の開発者。
えかきっち
ちゃおっちのアシスタントで、お揃いのベレー帽をかぶっている。
ちゃおっちが絵を描きたくなると、彼のお腹で絵を描くが、くすぐりやすいので余計気が狂わせてしまうのが玉にきず。
〆切の日に編集者に謝るほどの苦労人でもある。
ぱぱくろっち
くろまめっちの父親。
同じくビジュアル系だが、とにかく無口であるため、彼の声を聞いた者は誰もいない様子。
そのため携帯電話で話す時は無言電話で切られてしまうことがあるが、逆に相手がくろまめっちだと簡単に認識できる。
カラー4コマのみ登場。
ぱぱきざっち
ふらわっちの父親。
レディーファースト主義者だが、逆におばけ屋敷のような恐いものが苦手。
カラー4コマのみ登場。
まじょりて
まきこの母親。本名で呼んでもらわないと気が済まないタイプ。
カラー4コマのみ登場。
ぱぱらっち
名前の通りパパラッチ。
たまごっち達を追い掛け回して写真を取る迷惑者だが、写真屋を経営していることも。
彼がまきこのバレンタインチョコをくろまめっちに渡した時、大きな勘違いを生み出した原因でもある。
グラサンっち
まめっち達をセレブビーチへ連れて行った案内人。
金持ちだがその使い方を間違えることが多く、無人島でお金など役に立たないことでひどくからかわれたことがある。
大きなサングラスが特徴的。